# Torre cívica de Mòdena
La Torre Cívica, també anomenada torre Ghirlandina, és el campanar de la catedral de Mòdena (regió d'Emília-Romanya, d'Itàlia. Té una alçada de 86,12 metres. És el símbol típic de Mòdena, visible des de qualsevol direcció des dels afores de la ciutat. Està inscrita a la llista del Patrimoni de la Humanitat des del 1997.

## Història
L'estructura es va crear el 1179, de planta quadrada i cinc pisos, anomenada inicialment «Torre di San Geminiano». Per competir amb les torres de Bolonya, l'ajuntament li va afegir la característica cúspide octogonal dissenyada per Arrigo da Campione, un dels nombrosos mestres del Campioneque entre el segle xiii i el XV; aquesta decisió va actualitzar l'estil de la catedral al nou gust gòtic. El cim de la torre està decorada amb dos ghirlande (dos enreixats de marbre, i d'aquí el nom).